# Erich Lackner (Ingenieurwissenschaftler)
Erich Friedrich Michael Lackner (* 13. Mai 1913 in Himmelberg; † 2. Februar 1992 in Kärnten) war ein deutscher Ingenieurwissenschaftler für Grund- und Wasserbau österreichischer Herkunft. Er hatte lange Zeit eine führende Stellung im Hafen- und Wasserbau in Deutschland.

## Leben
Lackner machte 1931 das Abitur in Klagenfurt. 1932 trat er in den NS-Studentenbund und in die SA ein. Er bekleidete den SA-Dienstgrad eines Rottenführers.
1936 wurde er in Deutschland eingebürgert. Nach seinem Studium und Examen an der TU Berlin trat Lackner 1937 in das ein Jahr zuvor gegründete Ingenieurbüro Agatz & Bock ein. Am 22. Mai 1938 beantragte er die Aufnahme in die NSDAP und wurde rückwirkend zum 1. Mai desselben Jahres aufgenommen (Mitgliedsnummer 6.160.423). Am 12. Februar 1941 heiratete er Ursula Ahlbrecht. Bei Agatz & Bock war Lackner bis 1943 Abteilungsleiter und bis zu seiner Promotion 1942 (Berechnung mehrfach gestützter Spundwände) zugleich Honorarassistent von Arnold Agatz an der TU Berlin. Als Juniorpartner des Ingenieurbüros war er von 1943 bis zum Kriegsende Bauleitender Ingenieur der von der Organisation Todt beauftragten Erstellung des U-Boot-Bunkers Valentin, einer der größten Bunkeranlagen Europas. Befragt zu seiner gut bezahlten Bürotätigkeit und der Knochenarbeit der Zwangsarbeiter und KZ-Häftlinge auf der Baustelle sagte er 1981 in einem Radiointerview: „Die Arbeitsbedingungen waren für alle gleich.“
Von 1945 bis 1947 war Lackner Abteilungsleiter in der „Civilian Engineering Section“ der US Hafenaufsicht. Schwerpunkt seiner Nachkriegstätigkeit war der Wiederaufbau der kriegszerstörten Häfen, zunehmend auch Auslandstätigkeiten. Nach seinem Patent für vorgespannte, verankerte Trogkörpersohlen von 1953 wurden u. a. Trockendocks in Alexandria und Karatschi gebaut.
Lackner war nach dem Krieg Juniorpartner und Abteilungsleiter im Ingenieurbüro von Agatz, das 1945 nach Bremen übersiedelte. 1971 wurde das Ingenieurbüro in Lackner, Kranz, Barth, Beratende Ingenieure umbenannt und hieß ab 1976 Lackner und Partner. 1997 wurde es von der Inros-Firmengruppe übernommen, seit 2004 Inros Lackner AG. Sie bearbeiteten weltweit zahlreiche Projekte besonders im Hafenbau. Für eine Auswahl von Projekten des Büros siehe den Artikel Arnold Agatz.
Von 1964 bis 1980 war Lackner ordentlicher Professor am Lehrstuhl für Grundbau, Bodenmechanik und Energiewasserbau der Universität Hannover sowie Direktor des Instituts für Grundbau und Bodenmechanik der Universität Hannover. Lackner gab zahlreiche technisch-wissenschaftlich Veröffentlichungen in deutscher und englischer Sprache heraus.
1965 gründete Lackner die Erich-Lackner-Stiftung zur „Förderung begabter, bedürftiger in Kärnten geborener junger Leute“.
Lackner war seit ihrer Gründung 1949 mehrere Jahrzehnte Vorsitzender des Arbeitsausschusses Ufereinfassungen der Hafenbautechnischen Gesellschaft und gab regelmäßig deren Empfehlungen heraus (EAU, erschienen bei Ernst u. Sohn). Er war auch noch in vielen weiteren Komitees, zum Beispiel stand er dem Untersuchungsausschuss vor, die 1976 den Dammbruch des Elbe-Seitenkanals untersuchten und im Ausschuss, der 1979 den Bruch im Main-Donau-Kanal untersuchte, den das Ingenieurbüro Lackner daraufhin auf ganzer Länge genau untersuchte.
Die Hafenbautechnische Gesellschaft e. V. (HTG) verleiht seit 1993 in zweijährlichem Rhythmus den nach ihm benannten Erich-Lackner-Förderpreis im Gesamtwert von 6000 € an junge Ingenieure. Mit diesem Preis sollen „herausragende Beiträge aus der Wissenschaft und aus der Praxis“ ausgezeichnet werden. Lackner war über viele Jahre Vorsitzender der HTG.

## Ehrungen
- Franzius-Plakette der Siemensringstiftung
- Plakette der TU Berlin
- Kriegsverdienstkreuz I. Klasse mit Schwertern[6]
- Ehrendoktor als Dr.-Ing. E. h. der Ruhr-Universität Bochum